# Harasupia austini
Harasupia austini är en insektsart som beskrevs av Nielson 1989. Harasupia austini ingår i släktet Harasupia och familjen dvärgstritar. Inga underarter finns listade i Catalogue of Life.